# アバーナントステークス
アバーナントステークス（英: Abernant Stakes）はイギリスのニューマーケット競馬場で行われる競馬の競走。
4月のクレイヴン開催で行われる6ハロンのスプリント重賞で、2014年の格付けはG3。

## 歴史
アバーナントステークスの名前は1940年代後半から1950年代はじめに活躍した名スプリンターのアバーナントに由来する。
アバーナントステークスは1969年に創設され、まもなく始まったグループ制では長い間リステッドレースに分類されていたが、2013年にG3の格付けを得た。
現在、アバーナントステークスはクレイヴン開催の2日目、クレイヴンステークスと同じ日に開催されている。
アバーナントステークスの上位馬は、しばしば次にパレスハウスステークスやデュークオブヨークステークスへ進む。

### 1969年アバーナントステークス
この年行われたアバーナントステークスには、前年に活躍したスプリンターの対決になった。
古馬の＊ソーブレスド（So Blessed）は前年にナンソープステークスやジュライカップを勝ち、もう1頭のマウンテンコール（Mountain Call）は前年のフランスでモーリスドギース賞を優勝していた。
3歳馬のソング（Song）は2歳時に短距離戦で活躍し、ジムクラックステークスでテューダーミュージック（Tudor Music）に敗れた以外は安定して活躍した若馬である。
6頭で行われたレースではソングが勝ち、マウンテンコールが2着、ソーブレスドは3着に終わった。
ソングは後に種牡馬となり、1990年代に2年連続の全欧最優秀スプリンターを獲得し、全欧年度代表馬となるロックソング（Lochsong）を出した。

## 記録
2014年時点での記録。

### 最多勝利をあげた馬
- Boldboy  - 4勝。1974年、1976年、1977年、1978年

### 最多勝騎手
- ジョー・マーサー - 4勝。1969年、1972年、1974年、1978年

### 最多勝調教師
- ディック・ハーン（en:Dick Hern） - 4勝。1974年、1976年、1977年、1978年

### 歴代勝馬

#### 1969年-2012年（リステッドレース時代）
- 1969: Song (3歳)
- 1970: Crooner (4歳)
- 1971: Realm (4歳)
- 1972: Shiny Tenth (5歳)
- 1973: Balliol (4歳)
- 1974: Boldboy (4歳)
- 1975: Midsummer Star (5歳)
- 1976: Boldboy (6歳)
- 1977: Boldboy (7歳)
- 1978: Boldboy (8歳)
- 1979: Vaigly Great (4歳)
- 1980: Gypsy Castle (6歳)
- 1981: Rabdan (4歳)
- 1982: Lightning Label (6歳)
- 1983: Sweet Monday (5歳)

- 1984: Reesh (3歳)
- 1985: Grey Desire (5歳)
- 1986: Homo Sapien (4歳)
- 1987: Governor General (4歳)
- 1988: Rich Charlie (4歳)
- 1989: Point of Light (4歳)
- 1990: Sharp Reminder (6歳)
- 1991: Case Law (4歳)
- 1992: Fylde Flyer (3歳)
- 1993: Splice (4歳)
- 1994: Midhish (4歳)
- 1995: Lake Coniston (4歳)
- 1996: Passion for Life (3歳)
- 1997: Monaassib (6歳)
- 1998: Tedburrow (6歳)

- 1999: Bold Edge (4歳)
- 2000: Cretan Gift (9歳)
- 2001: Primo Valentino (4歳)
- 2002: Reel Buddy (4歳)
- 2003: Needwood Blade (5歳)
- 2004: Arakan (4歳)
- 2005: Quito (8歳)
- 2006: Paradise Isle (5歳)
- 2007: Asset (4歳)
- 2008: Zidane (6歳)
- 2009: Tax Free (7歳)
- 2010: Equiano (5歳)
- 2011: Genki (7歳)
- 2012: Mayson (4歳)

#### 2013年以降
| 施行年 | 格付 | 優勝馬             | 性齢 | 走破タイム |
| ------ | ---- | ------------------ | ---- | ---------- |
| 2013   | G3   | Tickled Pink       | 牝4  | 1.09.9     |
| 2014   | G3   | Hamza              | 牡5  | 1.09.9     |
| 2015   | G3   | Astaire            | 牡4  | 1:12.09    |
| 2016   | G3   | Magical Memory     |      |            |
| 2017   | G3   | Brando             |      |            |
| 2018   | G3   | Brando             |      |            |
| 2019   | G3   | Keystroke          |      |            |
| 2020   | G3   | Oxted              |      |            |
| 2021   | G3   | Summerghand        |      |            |
| 2022   | G3   | Double Or Bubble   |      |            |
| 2023   | G3   | Garrus             |      |            |
| 2024   | G3   | Washington Heights |      |            |
| 2025   | G3   | Sajir              |      |            |

### 基礎情報
- IFHA（国際競馬統括機関連盟）HP Connaught Access Flooring Abernant S.2014年5月2日閲覧。
- Abernant Stakes Betting2014年5月2日閲覧。

### 各回結果
- Galopp-Sieger  Abernant Stakes2014年5月2日閲覧。